# Dixit Dominus (Händel)

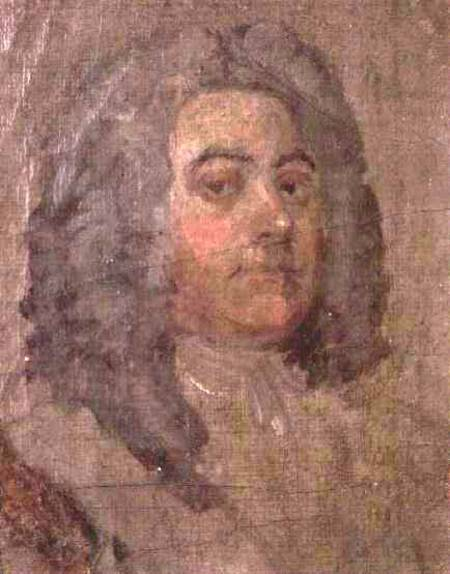
Georg Friedrich Händel op een portretstudie uit 1780

Dixit Dominus (HWV 232), is een compositie van de Duits-Britse componist Georg Friedrich Händel uit 1707. Het betreft Händels toonzetting van psalm 110 (psalm 109 in de Vulgaat): De Heer sprak tot mijn heer. Händel schreef het werk op zijn 22ste nadat hij al twee jaar studiereis in Italië achter de rug had en combineerde in dit werk verschillende inzichten die hij uit zijn studie van de Italiaanse opera had opgedaan. Het werk dankt aan Händels grondige kennis van het werk van Giacomo Carissimi en Arcangelo Corelli een vitaliteit en een emotionele diepgang die typerend genoemd wordt voor de Italiaanse barokmuziek van Händels tijd. De partituur van dit werk is Händels oudst bewaarde handschrift. Het werk beleefde in 1707 zijn première in de Santa Maria in Montesanto in Rome en maakte meteen grote indruk op toehoorders en critici.
Het is een achtdelig werk, geschreven voor vijfstemmig (SSATB) koor en solisten.

## Delen
| Deel |                          | Tekst (Nederlands) | Tekst (Latijn) |
| ---- | ------------------------ | --- | --- |
| 1    | Koor                     | De Heere heeft tot mijn Heere gesproken: Zit aan Mijn rechterhand, totdat Ik Uw vijanden gezet zal hebben tot een voetbank Uwer voeten.      | Dixit Dominus Domino meo: Sede a dextris meis, donec ponam inimicos tuos scabellum pedum tuorum.                         |
| 2    | Aria (countertenor solo) | De Heere zal den scepter Uwer sterkte zenden uit Sion: zeggende: Heers in het midden Uwer vijanden.                                          | Virgam virtutis tuae emittet Dominus ex Sion: dominare in medio inimicorum tuorum.                                       |
| 3    | Aria (sopraan solo)      | Uw volk zal zeer gewillig zijn op den dag Uwer heirkracht, in heilig sieraad. uit de baarmoeder des dageraads zal U de dauw Uwer jeugd zijn. | Tecum principium in die virtutis tuae, in splendoribus sanctorum. Ex utero ante luciferum genui te.                      |
| 4    | Koor                     | De Heere heeft gezworen, en het zal Hem niet berouwen:                                                                                       | Iuravit Dominus et non paenitebit eum:                                                                                   |
| 5    | Koor                     | Gij zijt Priester in eeuwigheid, naar de ordening van Melchizedek.                                                                           | Tu es sacerdos in aeternum secundum ordinem Melchisedech.                                                                |
| 6    | Solisten en koor         | De Heere is aan Uw rechterhand, Hij zal koningen verslaan ten dage Zijns toorns.                                                             | Dominus a dextris tuis, confregit in die irae suae reges.                                                                |
| 7    | Solisten en Koor         | Hij zal recht doen onder de heidenen: Hij zal het vol dode lichamen maken: Hij zal verslaan dengene, die het hoofd is over een groot land.   | Iudicabit in nationibus: implebit ruinas, conquassabit capita in terra multorum.                                         |
| 8    | Sopraan en koor          | Hij zal op den weg uit de beek drinken, daarom zal Hij het hoofd omhoog heffen.                                                              | De torrente in via bibet, propterea exaltabit caput.                                                                     |
| 9    | Koor                     | Eer aan de Vader en de Zoon en aan de Heilige Geest, Zoals het was in den beginne, en nu en altijd, en in de eeuwen der eeuwen. Amen.        | Gloria Patri, et Filio, et Spiritui Sancto, Sicut erat in principio, et nunc, et semper, et in saecula saeculorum. Amen. |